# Simon Brenner
Simon Brenner nagyszebeni polgár.
Az 1609–1612-ben a városban történt eseményeket írta le. E mű kézirata Kemény József gróf birtokában volt, és a Fundgruben der Geschichte Siebnbürgens II. kötetében (Kolozsvár, 1840) a Wie sich der Tyrann Gabriel Báthori gegen die Hermannstädter Bürgerschaft verhalten und was er darinnen verübet hat címmel hivatkozott rá.
Kiadását Kemény József gróf azért tartotta fölöslegesnek, mert szövege sokban megegyezett a Fundgruben I. 255–275. oldalain közölt történeti leírással. A kézirat ma az Országos Széchényi Könyvtár birtokában van.